# Veľké Straciny
Veľké Straciny (in ungherese Nagyhalom) è un comune della Slovacchia facente parte del distretto di Veľký Krtíš, nella regione di Banská Bystrica.